# .400 Cor-Bon

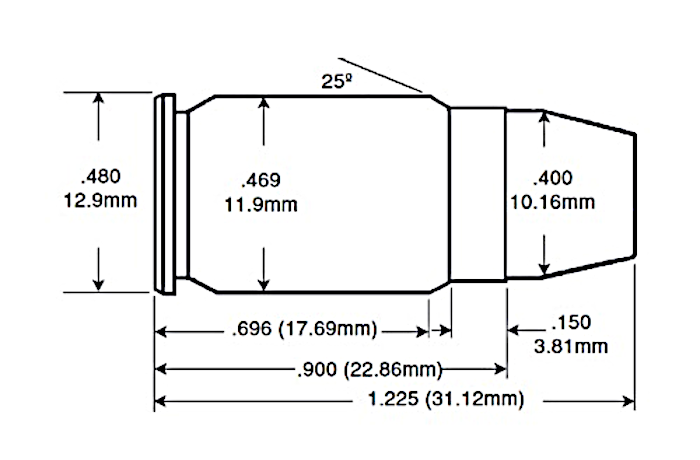

Náboj .400 Cor-Bon vychází z americké pistolové ráže 45. Auto. Náboj pochází z USA, zkonstruován byl roku 1996, konstruktérem je Peter Pi. Jedná se o vysoce výkonný a moderní náboj, uplatnění nalézá v krátkých ručních zbraních, převážně určených k sebeobraně, žádaný je také u speciálních útvaru policie apod. Pistole komorované na náboj .45 Auto je možné patřičným způsobem upravit pro použití náboje .400 Cor-Bon.